# Saut à ski aux Jeux européens de 2023
Les épreuves de saut à ski aux Jeux européens de 2023 se déroulent à Zakopane, en Pologne du 27 juin au 1er juillet 2023. Cinq épreuves sont au programme.

## Qualifications
Les CNO peuvent inscrire un maximum de cinq athlètes dans chacune des épreuves individuelles, ainsi qu'une équipe mixte pour l'épreuve par équipes mixtes composées des mêmes athlètes qui se sont qualifiés et sont éligibles pour concourir dans les épreuves individuelles.

## Médaillés
| Épreuve                    | Or                                                                                  | Or           | Argent                                                                              | Argent       | Bronze                                                         | Bronze       |
| -------------------------- | ----------------------------------------------------------------------------------- | ------------ | ----------------------------------------------------------------------------------- | ------------ | -------------------------------------------------------------- | ------------ |
| Hommes                     |                                                                                     |              |                                                                                     |              |                                                                |              |
| Tremplin normal            | Daniel Tschofenig (AUT)                                                             | 270,3 points | Jan Hörl (AUT)                                                                      | 262,7 points | Gregor Deschwanden (SUI)                                       | 258,0 points |
| Grand tremplin             | Dawid Kubacki (POL)                                                                 | 279,1 points | Jan Hörl (AUT)                                                                      | 273,0 points | Philipp Raimund (GER)                                          | 271,8 points |
| Femmes                     |                                                                                     |              |                                                                                     |              |                                                                |              |
| Tremplin normal            | Jacqueline Seifriedsberger (AUT)                                                    | 262,6 points | Nika Prevc (SVN)                                                                    | 262,3 points | Marita Kramer (AUT)                                            | 242,6 points |
| Grand tremplin             | Nika Križnar (SVN)                                                                  | 277,4 points | Nika Prevc (SVN)                                                                    | 248,2 points | Selina Freitag (GER)                                           | 245,8 points |
| Mixte                      |                                                                                     |              |                                                                                     |              |                                                                |              |
| Tremplin normal par équipe | Autriche- Marita Kramer - Jan Hörl - Jacqueline Seifriedsberger - Daniel Tschofenig | 939,3 points | Norvège- Anna Odine Strøm - Robert Johansson - Eirin Maria Kvandal - Marius Lindvik | 876,7 points | Slovénie- Nika Prevc - Timi Zajc - Nika Kriznar - Anže Lanišek | 872,0 points |

## Tableau des médailles
- Pays organisateur (Pologne)

| Rang  | Nation    | Or | Argent | Bronze | Total |
| ----- | --------- | -- | ------ | ------ | ----- |
| 1     | Autriche  | 3  | 2      | 1      | 6     |
| 2     | Slovénie  | 1  | 2      | 1      | 4     |
| 3     | Pologne   | 1  | 0      | 0      | 1     |
| 4     | Norvège   | 0  | 1      | 0      | 1     |
| 5     | Allemagne | 0  | 0      | 2      | 2     |
| 6     | Suisse    | 0  | 0      | 1      | 1     |
| Total | Total     | 5  | 5      | 5      | 15    |